# Arsène Lupin
Arsène Lupin är en fiktiv gentlemannatjuv som skapades av den franske författaren Maurice Leblanc (1864-1941). Leblanc inspirerades till karaktären av anarkisten Marius Jacob. Lupins kännetecken är gott manér, en stor kärlek till det täcka könet och en oerhörd list. Han har en fantastisk förmåga att förklä sig, och ingen utom Sherlock Holmes själv (som varit med i flera Lupin-historier) kan genomskåda hans förklädnader. Lupin svänger sig med många olika alias, och i flera av dessa arbetar han då och då som amatördetektiv, även om detta aldrig motiveras av altruism; han gör det antingen för sköna damer, eller för att stoppa tjuvar och själv ta bytet. 
Lupins antagonist är polisinspektören Ganimard som ständigt gäckas av Lupin. Den enda gång då han blev fångad av Ganimard rymde Lupin ur fängelset.

## Medier
Leblancs romaner har varit förlagor för Lupins framträdanden i ett stort antal filmer, radio- och TV-serier samt tecknade serier.
TV-serien Arsène Lupin med Georges Descrières i huvudrollen gick i svensk TV åren 1971 och 1973-74. 
Lupin lånade ut namnet till manga- och animekaraktären Arsène Lupin III från serien Lupin III. 2007 publicerade spelutvecklaren Frogware ett äventyrsspel för PC baserat på konstellationen Arsène Lupin, Sherlock Holmes.